# Estuaire de l'Orne
Estuaire de l'Orne este o arie protejată (arie de protecție specială avifaunistică — SPA) din Franța întinsă pe o suprafață de 942 ha, din care 20 % marine.

## Localizare
Centrul sitului Estuaire de l'Orne este situat la coordonatele 49°16′00″N 0°13′00″W / 49.26667°N 0.21667°V.

## Înființare
Situl Estuaire de l'Orne a fost declarat arie de protecție specială avifaunistică în baza directivei 79/409 din 1979 referitoare la conservarea păsărilor sălbatice pentru a proteja 29 de specii de animale.

## Biodiversitate
Situată în ecoregiunea atlantică, aria protejată nu include niciun habitat protejat.
La baza desemnării sitului se află mai multe specii protejate de  păsări (29): pescăruș albastru (Alcedo atthis), stârc roșu (Ardea purpurea), ciuf de câmp (Asio flammeus), Branta leucopsis, pasărea ogorului (Burhinus oedicnemus), chirighiță neagră (Chlidonias niger), erete de stuf (Circus aeruginosus), erete vânăt (Circus cyaneus), erete cenușiu (Circus pygargus), lebădă de iarnă (Cygnus cygnus), egretă mică (Egretta garzetta), cocor (Grus grus), scoicar (Haematopus ostralegus), piciorong (Himantopus himantopus), Oceanodroma leucorhoa, vultur pescar (Pandion haliaetus), viespar (Pernis apivorus), cormoran mare (Phalacrocorax carbo), bătăuș (Philomachus pugnax), lopătar (Platalea leucorodia), ploier auriu (Pluvialis apricaria), ciocântors (Recurvirostra avosetta), chiră mică (Sterna albifrons), Sterna dougallii, chiră de baltă (Sterna hirundo), Sterna paradisaea, chiră de mare (Sterna sandvicensis), silvie de tufiș (Sylvia undata), fluierar de mlaștină (Tringa glareola).